# Rhyacophila mycta
Rhyacophila mycta là một loài Trichoptera trong họ Rhyacophilidae. Chúng phân bố ở miền Tân bắc.